# Can Delme
Can Delme és una casa de Sant Antoni de Vilamajor (Vallès Oriental) protegida com a Bé Cultural d'Interès Local.

## Descripció
Es tracta d'una antiga casa de pagès formada per diferents edificacions i espais. Destaquen els elements de la façana nord que ajuden a conformar l'aspecte de la plaça de la Vila. L'edificació principal es compon de planta baixa i dos plantes pis amb coberta a dues aigües amb un interessant ràfec. La façana està ordenada per tres eixos verticals i destaca el contrast entre el mur llis i el balcó corregut de la primera planta. Entre les diferents dependències destaca la destinada a ferreria, una de les més antigues de la comarca i l'antiga era.